# علي الشملان
علي عبد الله الشملان  (1942-) - وزير التربية والتعليم العالي الكويتي السابق مُنذ عام 1988 حتى 1992.

## السيرة الشخصية
ولد بالكويت عام (1942)، بدأ حياته الأكاديمية مدرسًا في قسم الجيولوجيا في جامعة الكويت عام (1973) ثم رئيسًا لقسم الجيولوجيا عام (1975) فمساعدًا لعميد كلية العلوم عام (1978) فعميدًا لكلية العلوم عام (1982)، وبعدها أتجه إلى العمل السياسي فأُختير وزيرًا للتعليم العالي في الحكومات الـ 13 و14 و15، وهو من دعا إلى تعديل قانون جامعة الكويت عام 1977، كما كان من أبرز الداعين لدى التحاقه كعضو هيئة تدريس في الجامعة إلى ضرورة ان يكون مجلس الجامعة من الأكاديميين لمعرفتهم الوثيقة والوطيدة بشؤون جامعتهم أكثر من غيرهم، وهو أول كويتي يحصل على شهادة الدكتوراه في الجيولوجيا عام 1973 من جامعة تكساس في الولايات المتحدة كما نال قبلها البكالوريوس عام 1967 والماجستير عام 1971.

## حياته المهنية
- مدير عام مؤسسة الكويت للتقدم العلمي منذ عام 1985.
- عضو اللجنة العليا المشكلة للاشراف على تقويم النظام التربوي عام 1985.
- عضو في المجلس الاعلى للتعليم.
- عضو في مجلس الخدمة المدنية والمجلس الاعلى للتخطيط عام 1988.
- عضو مجلس الامناء في جامعة الخليج.
- وزيرا للتربية والتعليم العالي 1988.
- وزيرا للتربية والتعليم العالي 1991.
- وزيرا للتربية والتعليم العالي 1992.

## تكريمه
- الدكتوراه الفخرية من جامعة ماساشوستس الأمريكية 2001.
- جائزة أصحاب الخدمات المجتمعية عن الكويت، إمارة عجمان 2008.